# Ґун (архітектура)

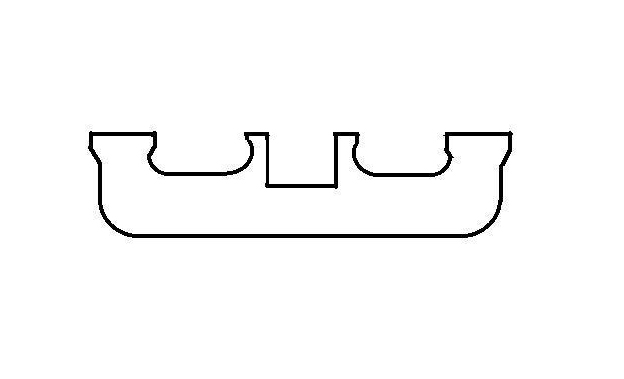
Зображення ґуна

Ґун (кит.: 拱 — дуга) — елемент китайської архітектури доу-ґун. Має вигляд дерев'яного дугоподібного видовженого бруска-кронштейна, який кріпиться на пази у доу. На паз у центрі ґуна кріпиться інший перпендикулярний ґун, який ще може називатися «цяо» (кит.: 翘, "стирчак"). Доу та гуни за традицією скріплювалися без використання клею та цвяхів, тому вимагали високою точності теслярської роботи.